# Grace Randolph

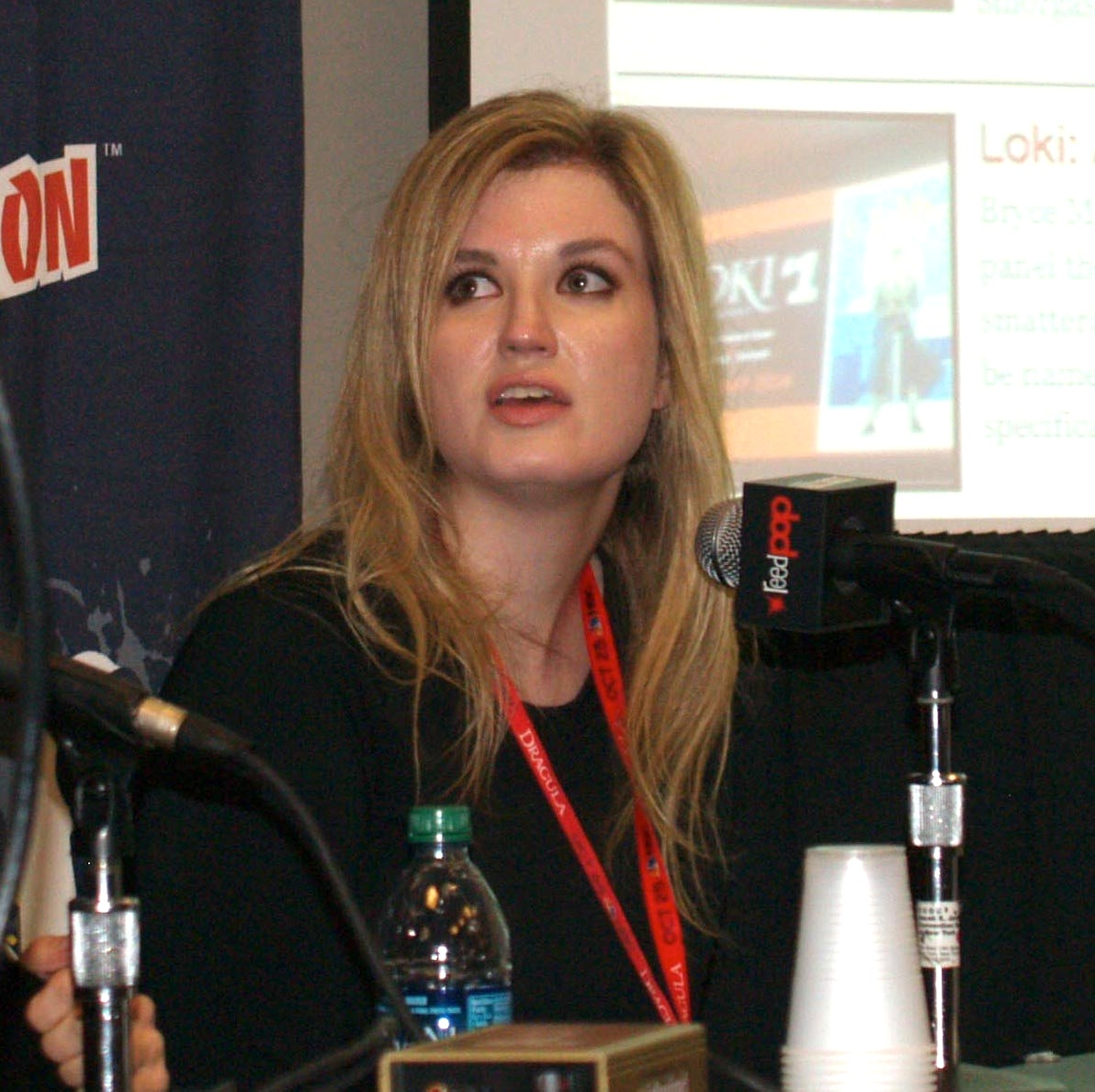
Randolph am 11. Oktober 2013 auf der New York Comic Con

Grace Randolph (* 5. Februar 1987 in New York City) ist eine Comicautorin, Moderatorin und Betreiberin der YouTube-Kanäle Beyond The Trailer, Movie Math und Think About the Ink.

## Karriere
Grace Randolph studierte an der Tisch School of the Arts der New York University und war ein Mitglied der Comedy-Gruppe Upright Citizens Brigade.

### Comics
Von 2008 bis 2009 schrieb Randolph für den Comic-Verlag Tokyopop Manga-Adaptionen der Videospiel-Franchises Warcraft und StarCraft. Im selben Jahr schrieb sie für DC Comics die Comicserie Justice League Unlimited. Danach wechselte sie zum Verlag Boom! Studios, wo sie an den Comic Muppet Peter Pan arbeitete, der eine Neuinterpretation der Peter Pan und Die Muppet Show Geschichten ist. Im Jahr 2010 schrieb sie eine Miniserie für Marvel Comics über die Vorgeschichten einiger bekannter weiblicher Protagonisten der Rächer (englisch: The Avengers). Zudem arbeitete sie mit Scott Snyder und Matt Fraction an der X-Men-Comicserie Nation X. Ein Jahr später schrieb Randolph für den Verlag Archaia die Comicserie Fraggle Rock, einer Adaption der gleichnamigen Sendung. Im Jahr 2012 wurde die von Randolph verfasste und im Marvel-Verlag erschienene sowie vier Ausgaben umfassende Comicserie HER-OES für den Young Adult Library Services Association (YALSA) Award in der Kategorie Great Graphic Novels for Teens nominiert. Ein Preis, der in der Branche eine hohe Reputation aufweist.
Im Jahr 2012 schuf und schrieb sie die Original-Comicserie Grace Randolph's Supurbia, die von Boom! Studios publiziert wurde. Bei der Serie handelt es sich um eine im Superhelden-Genre angesiedelte Neuinterpretation der amerikanischen Reality-TV Sendung The Real Housewives, in der mit satirischen Elementen „das Drama des Leben der Superhelden“ thematisiert wird. Geplant waren ursprünglich vier Ausgaben, doch nach dem großen Interesse der Leser an der Comicserie wurden weitere 12 Ausgaben veröffentlicht.

### YouTube
Im Jahr 2008 schuf Randolph das Format Beyond The Trailer, ein Kanal auf YouTube, in welche sie über Filme und die Filmindustrie diskutiert sowie regelmäßig neu veröffentlichte Trailer ausführlich analysiert (engl.: shot-by-shot reaction) und bespricht. Später veröffentlichte sie auf Beyond The Trailer regelmäßig ein Format mit dem Namen Movie Math, wo sie über die aktuellen Chartpositionen des Box Office, der Einspielergebnisse von Kinofilmen, berichtete.  Seit 2012 ist Beyond The Trailer Teil des digitalen Netzwerks von Penske Media Corporation (PMC), ein 2003 gegründetes Unternehmen das unter anderen als Herausgeber der Zeitschrift Variety bekannt ist.
Von 2010 bis 2011 war Randolph Gastgeberin und Autorin der von Marvel Comics produzierten und wöchentlichen erschienenen Web- und Nachrichtensendung The Watcher.
2010 moderierte sie eine der ersten Live-Übertragungen der Messe New York Comic Con für Marvel.com, wo sie unter anderem Marvel Chefredakteur Joe Quesada interviewte.
In Zusammenarbeit mit dem Nachrichtenportal Bleeding Cool schuf sie 2011 den YouTube-Kanal Think About the Ink. Die Videos thematisieren Rubriken wie Comics, die Comicindustrie sowie Fernsehen und die Entwicklung der Comic-Kultur.
Von 2012 bis 2013 arbeitete sie mit dem Filmportal Movieline zusammen, und von 2014 bis 2015 als Korrespondentin in der Morningshow des ABC-Fernsehsenders WTNH.
Im Dezember 2020 verzeichnete ihr Kanal Beyond The Trailer mehr als 900.000 Abonnenten und rund 750 Millionen Zugriffe.